# جاسم الخلوفي
جاسم الخلوفي (2 سبتمبر 1981 في تونس - ) هو لاعب كرة قدم تونسي يلعب كحارس مرمى، شارك في الألعاب الأولمبية الصيفية 2004 لعب في .

## روابط خارجية
- جاسم الخلوفي على موقع الاتحاد الدولي (مؤرشف)  (الإنجليزية)
- جاسم الخلوفي على موقع قاعدة بيانات كرة القدم.إي يو (الإنجليزية)
- جاسم الخلوفي على موقع أوليمبيديا (الإنجليزية)